# 清軟腭邊擦音
清軟腭邊擦音是辅音中的一种边音。国际音标没有专门表记此音的单个符号，但可以写作⟨𝼄⟩。
作为塞擦音的组分，在祖鲁语、科萨语中都有；但作为单独的擦音时却只在集中高加索语言和新几内亚语言中有了。

## 特征
- 調音方法是摩擦，表示氣流通過位於調音部位的狹窄通道，發生湍流。

- 調音部位是軟腭，即以舌根部位抵住軟腭。

- 發聲類型是清音，意味着發音時聲帶並不顫動。
- 本輔音是口腔輔音（口音），表示調音時空氣只從口裡流出。
- 調音方法是邊音，氣流從舌兩側流過，而不從中部流過。
- 氣流機制是肺部氣流，即由肺與橫膈膜驱动空气。

## 见于
| 语言  | 语言  | 词汇 | 国际音标 | 意义 | 注释  |
| ----- | ----- | ---- | -------- | ---- | ----- |
| Archi | Archi | лъат | [ʟ̝̊at]    | 海   |       |
| Wahgi | Wahgi | nòⱡ  | [noʟ̝̊˩]   | 水   | [ 1 ] |